# Isola di Santa Rosa
L'isola di Santa Rosa (in inglese Santa Rosa Island) è un'isola facente parte dell'arcipelago delle Channel Islands, nella California meridionale, USA.

## Geografia
L'isola è la seconda per dimensione dell'arcipelago. Lunga 26 chilometri e larga 17, Santa Rosa ha una superficie totale di 215,27 km2 e una popolazione di 2 abitanti al censimento del 2000. Amministrativamente l'isola fa parte della contea di Santa Barbara ed è situata a circa 42 km dalla costa. Il punto più alto dell'isola è il Vail Peak, che raggiunge un'altitudine di 484 metri s.l.m.. Fa parte del parco nazionale delle Channel Islands.